# カラカルパクスタン共和国

カラカルパクスタン共和国
Qaraqalpaqstan Respublikası（カラカルパク語）
Qoraqalpogʻiston Respublikasi（ウズベク語）

地域の標語：無し
地域の歌：カラカルパクスタン共和国国歌

カラカルパクスタン共和国（カラカルパクスタンきょうわこく、カラカルパク語: Qaraqalpaqstan Respublikası/Қарақалпақстан Республикасы、ウズベク語: Qoraqalpogʻiston Respublikasi/Қорақалпоғистон Республикаси、ロシア語: Республика Каракалпакста́н）またはカラカルパクスタン自治共和国は、中央アジアのウズベキスタン共和国西部にある自治共和国。主権国家ではなく、ウズベキスタンの一部である（後述）。人口は約170万人（2016年推計）。

## 名称

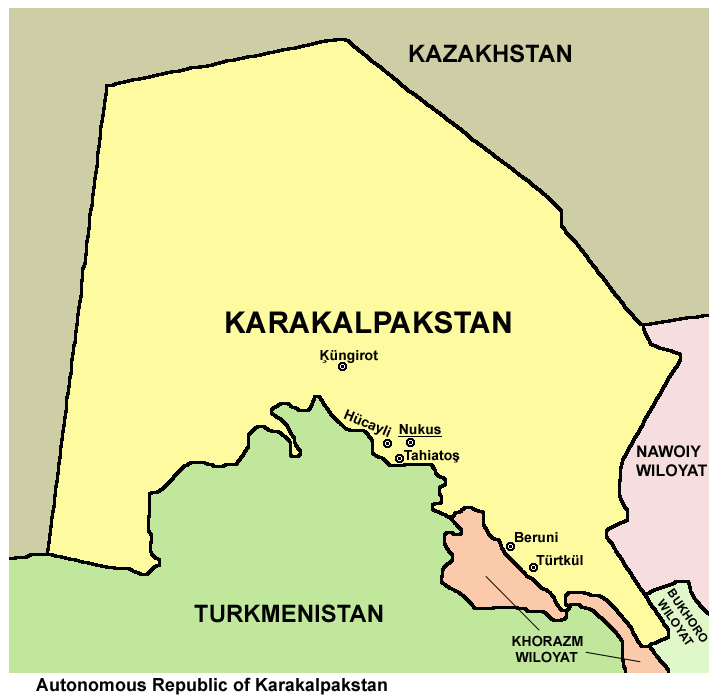

「カラカルパク」とは「黒い（カラ）帽子（カルパック）」のことで、「カラカルパクスタン」とは「黒い帽子を被る民族の国」を意味する。旧ソビエト連邦（ソ連）が同地を支配したとき、それまでウズベク族かカザフ族の方言と考えられていた同地の民族の言語を詳細に研究した旧ソ連の言語学者が、「同地の民族の言語は、ウズベク語とは異なりカザフ語と発祥を同じくする別の言語である」と認定したことにより、「カラカルパク族」が創出された。それ以前までは、ホレズム帝国を構成する部族であり、口承叙事詩（ダスタン）を元に、ロシアのサラトフやカザフのキジルカラ（en:Sherkalaの麓）から移動してきたという伝承のみが同民族のアイデンティティを支えてきた。

## 地理
同国の西部に位置し、ホラズム州、ブハラ州、ナヴォイ州に隣接するほか、カザフスタン、トルクメニスタンと国境を接する。また共和国北部は「縮小する湖」と呼ばれるアラル海に面している。

## 歴史
1924年の民族境界画定により、旧ヒヴァ・ハン国領の一部、およびロシア帝国領だったザカスピ州、 シルダリヤ州の領域の一部から、1925年にカラカルパク自治州（1925年 - 1932年）が設置され、現在のカラカルパクスタン共和国の領域が成立した。1930年にカラカルパク自治州はキルギス自治ソビエト社会主義共和国（現在のカザフスタン）の管轄下に置かれたが、1932年にカラカルパク自治共和国（1932年 - 1936年）に昇格した。1936年にウズベク・ソビエト社会主義共和国管轄下のカラカルパク自治ソビエト社会主義共和国（1936年 - 1992年）に移管された。
ソビエト連邦の崩壊に伴う1991年のウズベキスタンの独立後、1992年にカラカルパクスタン共和国に改組された。

## 国家機関
カラカルパクスタン共和国は、独自の憲法を持ち、国旗、国章、国歌を制定しているほか、国語としてカラカルパク語とウズベク語を規定している。国家の代表者はカラカルパクスタン共和国最高会議（ジョカルガ・ケンギス）の議長であり、行政府は閣僚会議議長（首相）が統括する。
ウズベキスタン共和国とカラカルパクスタン共和国との関係はウズベキスタン共和国憲法の枠組みの中において、両国の締結した条約と協定によって調整される。カラカルパクスタン共和国はカラカルパクスタン国民全体の国民投票に基づいて、ウズベキスタン共和国から脱退する権利を有する、と憲法第1条に規定している。つまり、ウズベキスタン憲法の枠を超えることはできないし、外交権なども有していない。
この離脱の権利を否定する項目が含まれたウズベキスタン共和国憲法改正案に対する数千人規模の抗議デモが首都ヌクスで2022年7月1日に発生したため、シャフカト・ミルジヨエフ大統領は翌日現地入りしてカラカルパクスタン選出議員と会談して当該項目を撤回する一方で、治安部隊にデモ隊を取り締まらせ、同3日から一カ月間の非常事態宣言を布告して沈静化を図った。

## 行政区分

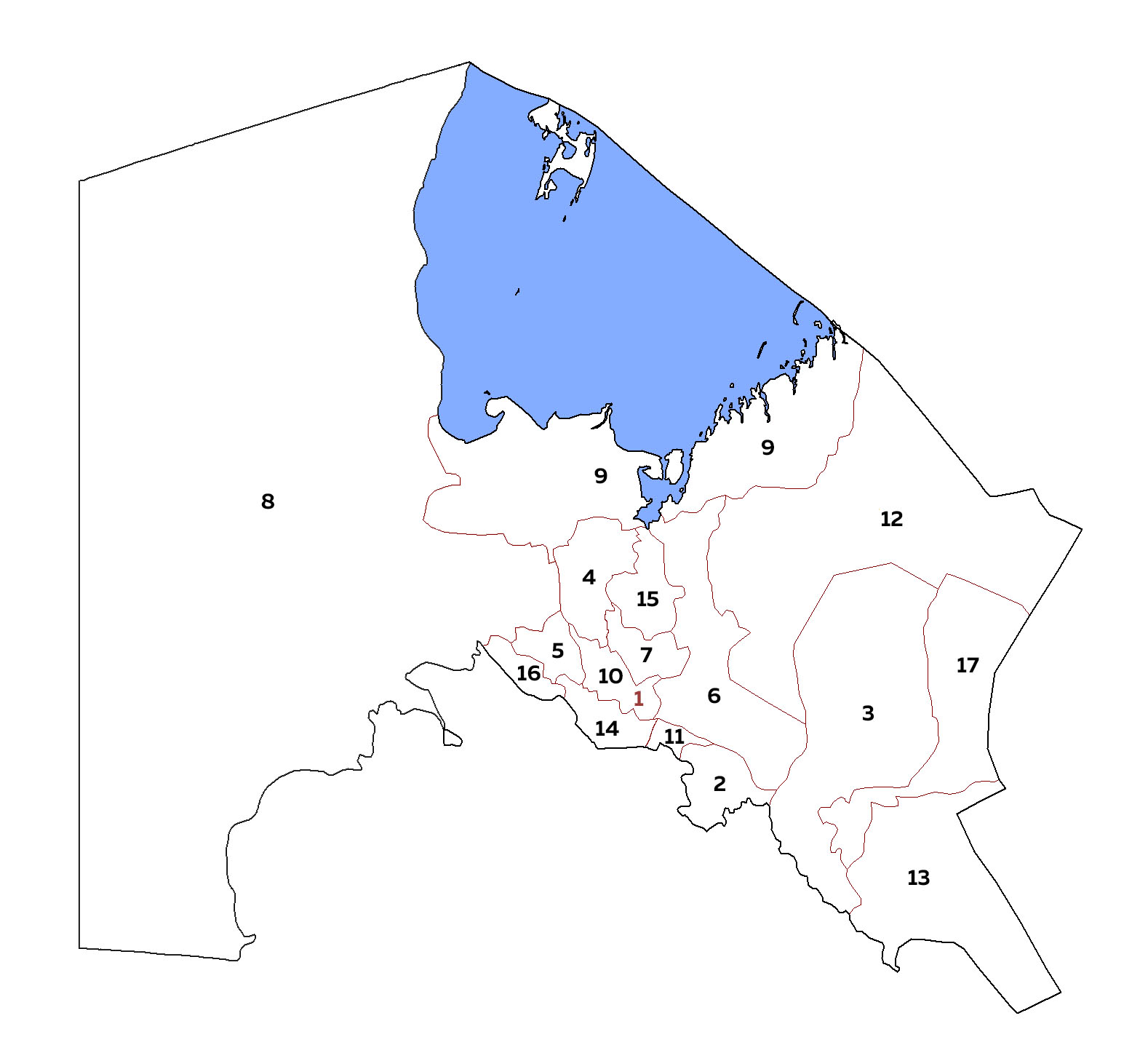
カラカルパクスタン共和国の行政区分

カラカルパク共和国は、12の地区（都市、カラ）、16の町（ポショルカ）、120の村（アウル）から成っている。
1. アムダリオ地区（ウズベク語版、ロシア語版、英語版）
2. ベルニイ地区（ウズベク語版、ロシア語版、英語版）
3. チンボイ地区（ウズベク語版、ロシア語版、英語版）
4. エリクカラ地区（ウズベク語版、ロシア語版、英語版）
5. ケゲイリ地区（ウズベク語版、ロシア語版、英語版）
6. モイナク地区（ウズベク語版、ロシア語版、英語版）
7. ヌクス地区（ウズベク語版、ロシア語版、英語版）
8. カンリコリ地区（ウズベク語版、ロシア語版、英語版）
9. コンギラト地区（ウズベク語版、ロシア語版、英語版）
10. カラウーザク地区（ウズベク語版、ロシア語版、英語版）
11. シュマナイ地区（ウズベク語版、ロシア語版、英語版）
12. タフタクピル地区（ウズベク語版、ロシア語版、英語版）
13. トゥルトクリ地区（カラカルパク語版、ウズベク語版、ロシア語版、英語版）
14. ホジェリ地区（ウズベク語版、ロシア語版、英語版）

### 主要都市
首都のヌクス（カラカルパク語: Nökis、ウズベク語: Nukus、ロシア語: Нуку́с）のほか、主要都市として、ホジェリ、モイナクがある。

## 経済
カラカルパクスタン共和国の経済は、綿花、米、メロンなどの農業に支えられている。かつて盛んだった漁業はアラル海の縮小に伴う環境悪化のため、現在はほとんど行われていない。クングラードの西方では、中国資本による苛性ソーダ（水酸化ナトリウム）生産工場が最近になって稼動を開始した。南部のトルトクール行政区では、旧ソ連時代には原油を産出していた。

## 住民

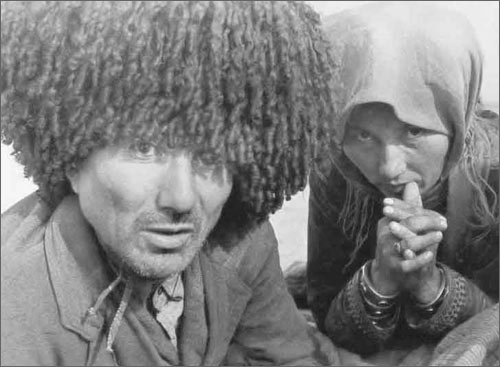
カラカルパク人（1932年撮影）

共和国の人口は2005年の統計で約120万人と推計される。近年、カザフ人はカザフスタンへ、ロシア人や朝鮮族（高麗人）はロシアへ移住する傾向が高い。タタール人やウズベク人は、親類を頼ってウズベキスタンの首都タシケントなど生活水準の高い都市へ移住する傾向が見られる。したがって、同共和国の住民によると、共和国の人口は減少する傾向にあると言われている。

### 民族
民族構成は、テュルク系のウズベク人が最大勢力であり36%、次に同じくテュルク系のカラカルパク人が32%、他にカザフ人が25%となる。他にもトルクメン人、ロシア人、タタール人、沿海州から移住させられてきた朝鮮民族（高麗人）なども住む。

### 言語
公用語はカラカルパク語とウズベク語。民族間共通語や学術語でロシア語も使われる。

### 宗教
住民の大半はスンナ派のイスラームを信仰し、ロシア人や高麗人は正教を、極めて限られているがプロテスタントを信仰する住民もいる。

## 文化
首都のヌクスにはイゴール・サヴィツキー記念カラカルパクスタン共和国国立美術館と共和国国立博物館がある。